# شاك كامبيل
شارلز «شاك» كامبيل مواليد 5 أغسطس 1969 هو ممثل وكوميدي كندي شارك في عدة أعمال تلفزية و سينمائية ، خصوصا سلسلة ستارغيت أتلانتس ، و كذلك فيلم جيسون إكس .

## روابط خارجية
- شاك كامبيل على موقع IMDb (الإنجليزية)
- شاك كامبيل على موقع أول موفي (الإنجليزية)
- شاك كامبيل على موقع قاعدة بيانات الفيلم (الإنجليزية)
- The Official Chuck Campbell Website